# باول فورنيس
باول فورنيس (بالإنجليزية: Paul Furniss)‏ هو عازف ساكسفون أسترالي، ولد في 27 نوفمبر 1944.